# M'Sila
M'Sila (en arabe : المسيلة ; également écrit M'sila ou Msila ou Masila) est une commune algérienne de la wilaya de M'Sila, dont elle est le chef-lieu.
Située au contact du Tell et du bassin du Hodna, la ville est fondée durant la période fatimide au Xe siècle.

## Géographie

### Situation
M'Sila est située à 60 km au sud de Bordj Bou Arreridj, à 125 km de Sétif, à 256 de Constantine et à 248 km d'Alger.
Elle occupe une position stratégique, au contact du Tell et du bassin du Hodna et au cœur des Hauts-Plateaux. 
|               | El Ach (wilaya de Bordj Bou Arreridj) |         |
| Ouled Mansour | M'Sila                                | M'Tarfa |
|               | Ouled Madhi                           | Souamaa |

### Relief et hydrographie

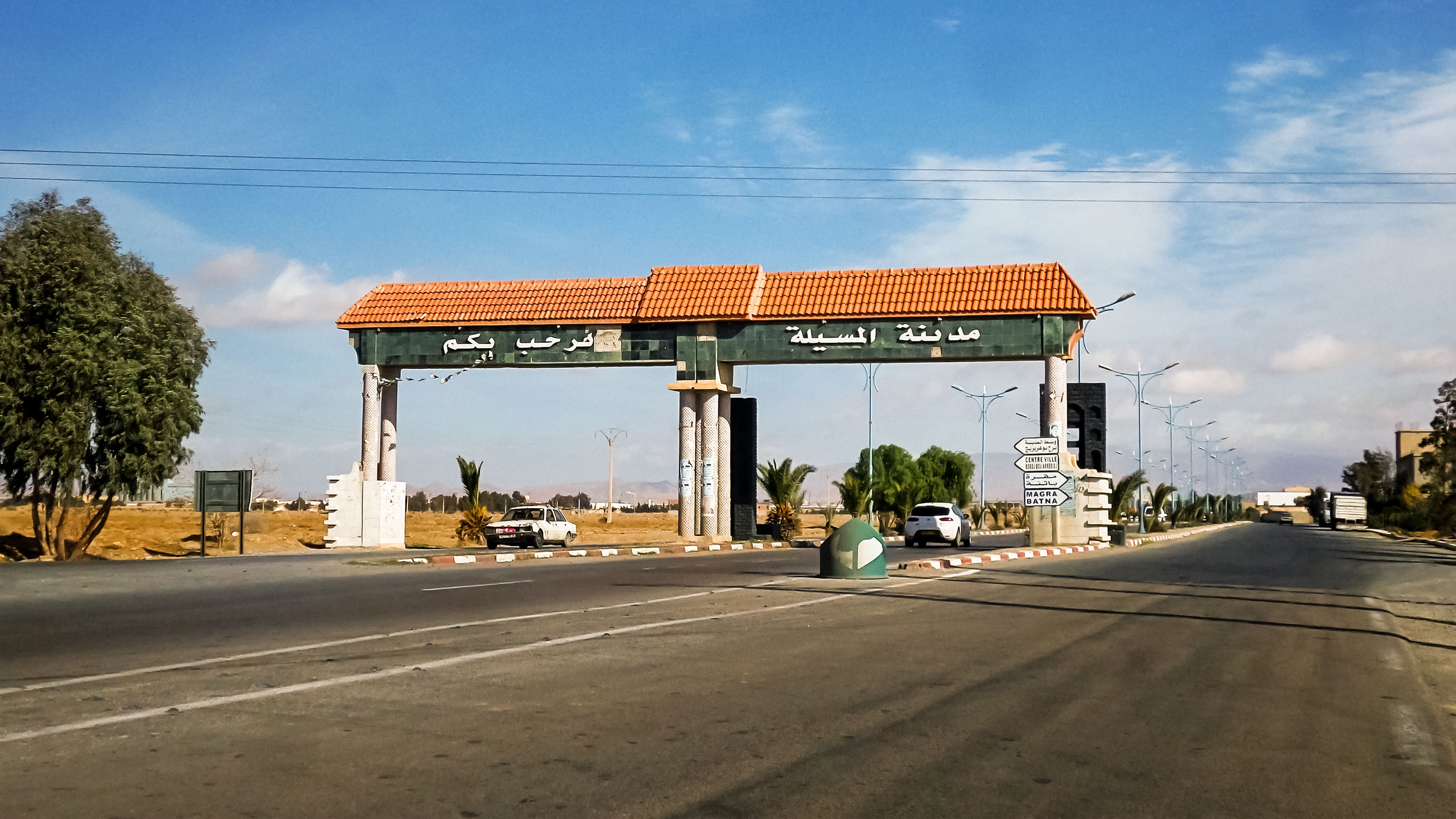
Entrée de la ville.

M'Sila est construite aux bords de l'oued Ksob, au milieu de terres irriguées, dans les hauts plateaux du Hodna.

### Localités de la commune
La commune de M'Sila était composée de plusieurs localités en 1984 :
- M'Sila ville
- Ghezal
- Boukhemissa
- Mezrir
- Ouled Slama
- Ouled Bedira
- Ced
- Oued Ksob
- Mouilha
- Draa El Hadja
- Lougmane
- Draa Berrabeh

### Climat
Le climat à M'Sila, est semi-aride froid, la classification de Köppen est de type BSk. La température moyenne est de 18,6 °C et la moyenne des précipitations annuelles ne dépasse pas les 250 mm.
| Mois                              | jan. | fév. | mars | avril | mai  | juin | jui. | août | sep. | oct. | nov. | déc. | année |
| --------------------------------- | ---- | ---- | ---- | ----- | ---- | ---- | ---- | ---- | ---- | ---- | ---- | ---- | ----- |
| Température minimale moyenne (°C) | 3,4  | 3,8  | 7,2  | 10,7  | 14,8 | 19,8 | 23,3 | 23   | 18,9 | 14,4 | 8,2  | 4,4  |       |
| Température moyenne (°C)          | 7,7  | 8,8  | 13   | 17    | 21,8 | 27,5 | 31,2 | 30,2 | 24,8 | 19,6 | 12,4 | 8,4  | 18,6  |
| Température maximale moyenne (°C) | 12,7 | 14,2 | 19,1 | 23,4  | 28,3 | 34,4 | 38,2 | 37   | 30,8 | 25,2 | 17,3 | 13,2 |       |
| Précipitations (mm)               | 26   | 21   | 27   | 30    | 24   | 9    | 5    | 9    | 25   | 24   | 26   | 23   | 249   |

| Diagramme climatique                                  |           |           |            |            |           |           |       |            |            |           |           |
| J                                                     | F         | M         | A          | M          | J         | J         | A     | S          | O          | N         | D         |
| 12,73,426                                             | 14,23,821 | 19,17,227 | 23,410,730 | 28,314,824 | 34,419,89 | 38,223,35 | 37239 | 30,818,925 | 25,214,424 | 17,38,226 | 13,24,423 |
| Moyennes : • Temp. maxi et mini °C • Précipitation mm |           |           |            |            |           |           |       |            |            |           |           |

## Histoire

### Période antique
Les Romains y ont construit, dans la région, la ville de Zabi, à proximité de l'actuelle ville. II reste très peu de vestiges de l'époque romaine. Mais une mosaïque datant du IIIe siècle a été découverte récemment dans la commune de Dehahna. De 6,18 mètres de long et 4,4 mètres de large, la mosaïque représente une scène de chasse de sangliers. Elle est entourée de deux cadres ornementaux : le premier en forme de cercles entrecoupés et le second composé de motifs végétaux.

### Période médiévale

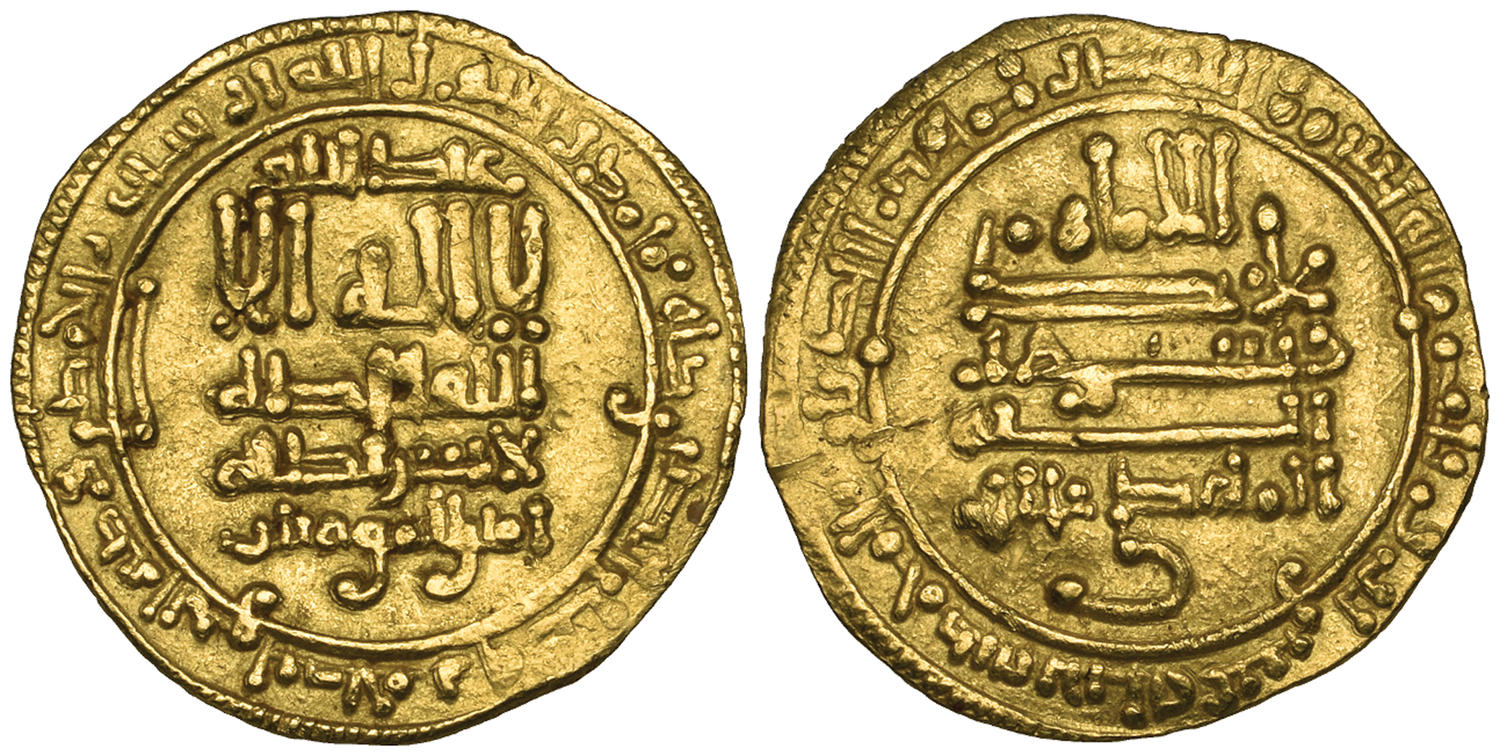
Dinar fatimide de M'Sila.

M'Sila a été fondée en 928 par le Fatimide Abou El Qasim, sans doute sur le site d'un village berbère. Elle est conçue comme base militaire dans le Zāb, dans le rôle de protection contre des tribus berbères les Birzāl, Muzāta et autres Huwwāra, sur le territoire occupé par la tribu la plus turbulente, celle des Kamlān. Aussitôt, elle supplante Tobna dans le rôle de chef-lieu du Zāb et devient, sous l’autorité d’Ali Ibn Hamdun, une cité florissante et le siège d’une puissante principauté au sein du royaume faṭimide et une des capitales provinciales les plus importantes.
La nouvelle ville est entourée de deux murs d’enceinte, et sa défense est renforcée par un canal aménagé entre les deux murailles et alimenté par la rivière, de manière à servir à l’alimentation de la population et à l’irrigation. Cela permit d’y développer des ressources agricoles abondantes. Elle profite également d'un commerce florissant favorisé par sa situation au carrefour des routes marchandes reliant l’Ifriqiya à la Berbérie occidentale. 
Le poète andalou, Muhammad ibn Hani l'a décrit : « El Mesila a dans ses environs quantité d'eau et de palmiers ainsi que des vergers qu'arrosent les ruisseaux d'eau douce. C'est une grande ville chef-lieu d'un canton étendu et dont les environs sont occupés par plusieurs tribus berbères : Adjissa, Hawwara et Banou Berzal ». La ville est célèbre pour avoir donné naissance au poète et théoricien de la littérature arabe Ibn Rachik, au XIe siècle.
À la mort d'Ali Ibn Hamdun, Msila et le Zab sont confiés à son fils Ja'far. Toutefois, la présence à la cour de M'Sila d’agents omeyyades et les sentiments d’allégeance à la monarchie andalouse affichés par les Zanāta avec la bénédiction de Ja'far détériorent gravement ses rapports avec son suzerain. Il prend la cause des Zanāta dans leurs démêlés avec son rival, l’émir des Sanhadja, puis entre en rébellion déclarée contre al-Muʿizz. Il abandonne avec sa famille la ville pour rejoindre Cordoue en 971.
Avec la défection des Banū Hamdun, M'Sila commence à perdre son importance au profit d’Achir, déjà sa rivale et dont la prépondérance s’affirme avec la désignation de Bologhine ibn Ziri comme vice-roi d’Al-Muʿizz li-Dīn Allāh en Berbérie. Sous les premiers dynastes zirides, la suprématie sur le Zāb et son chef-lieu M'Sila devient l’enjeu de la lutte qui continuait à les opposer à l’une puissante tribu des Maghraouas commandée par Ziri Ibn Attia.
Msila, la nouvelle métropole, aura une courte durée, car elle sera supplantée par une nouvelle ville voisine. En 1007, Hammad Ibn Bologhine, adjoint des Zirides pour le Maghreb central, qui fut gouverneur de M'Sila, construit une capitale, la Kalâa. Il peuple celle-ci en procédant au transfert des habitants de M'Sila et Hamza.
Selon les sources arabes, M’sila, se distingue par l’abondance de ses palmiers. Des auteurs contemporains emploient, l’expression de véritable « oasis d’arbres fruitiers ». Outre le palmier présent dans la zone de M’sila, on trouvait divers fruits secs et humides : amandiers, noyers, figuiers, grenadiers, pommiers et parfois même des agrumes. En outre, elle est connue pour la culture de la nouvelle fibre textile. Al-Bakri décrit ainsi la ville : « Dans la ville on voit plusieurs bazars et bains et, à l'extérieur, un grand nombre de jardins. On y récolte du coton dont la qualité est excellente. Tout est à bas prix dans El Mecila ; la viande surtout est très abondante. ».
Avec l’arrivée des Hilaliens, les régions du Zāb et du Hodna comme l’Ifriqiya sont ravagées par les tribus nomades. Cependant, elle survécut sous l’empire des Almohades, au profit d’une nouvelle capitale provinciale, Béjaïa. Puis, en dépit des ravages causés par le soulèvement des Beni Ghania, elle retrouve tout au long du XIIe siècle un peu de son lustre perdu, dans le sillage de Béjaïa, avec le renom de savants comme Abū ʿAlī al-Masflī ou Aḥmad b. Ḥarb.
Mais M'Sila va de nouveau à souffrir des conflits entre les Hafsides et les Zianides. Elle retrouve une dernière fois quelque importance politique et quelque réputation avec des savants comme Aḥmad al-Masīlī, et surtout grâce au rôle qu’y jouèrent vers le milieu du XIVe siècle, Ibn Khaldoun et son frère Yahya au service du sultan abd al-wādide Abou Hammou Moussa II. Enfin, sous l’emprise des tribus arabes nomades sur le Zāb et le Hodna, la ville perds son rang de grande cité pour ne plus être qu’une simple localité vivant de maigres activités artisanales et agricoles.

### Période contemporaine
M'Sila comportait une garnison turque, avec l'appui de certains chefs de tribus. M'Sila se situe parmi les petites villes intérieures de l'Algérie précoloniale à l'instar de Tébessa et de Laghouat.
Elle est occupée par l'armée française en 1841. Sa population est composée alors, en majorité de propriétaires terriens musulmans et quelques familles juives, vivant autant du commerce que de la culture et possédait un marché important et très fréquenté.
Son histoire récente est marquée par la révolte de Mokrani de 1871, une révolte à laquelle participent les tribus des Oulad Madhi et des Souwamaa. Ahmed Ben Bella, premier président mis en résidence surveillée dans la cité.

## Toponymie
Le nom de Msila a été interprété comme arabe et on l'a fait provenir de Massil El Ma' (« écoulement d'eau »), mais le nom est d'origine berbère et signifie « terre à glaise », « terre à poterie », le mot se retrouve dans le verbe msel, avec, comme dérivé, amessal /tamessalt, potier et potière.
Le toponyme Msila (en arabe dialectal), Tamsilt (en berbère) est relié au nom des Massyles. L’actuelle ville est située dans la zone massyle antique. Il est possible que cet ethnonyme repose sur la racine MSL, qui a en berbère des significations diverses : « façonner, modeler » (en kabyle), « frotter (légèrement)/frôler » (en touareg), qui semblent toutes pouvoir être ramenées à un même sens de base lié au « mouvement (délicat) de la paume de la main ». 
Elle est également connue au Moyen Âge sous le nom de Muhamadiyya, du nom de son fondateur, Abū l-Kāsim Muhammad, le futur Al-Qaim bi-Amr Allah.

## Administration
En 1850, M'Sila est rattachée au cercle militaire de Bou Saâda, du département de Constantine. Elle devient un poste militaire dans les années 1870, puis chef-lieu de commune indigène en 1878 et de la commune mixte en 1884. La ville est érigée en commune par arrêté du 14 janvier 1957.
Lors du découpage administratif de 1974, M'Sila accède au statut de chef-lieu de wilaya. Cette dernière regroupe 47 communes réparties sur 15 daïras, dont la plus importante est la commune de M'Sila.

## Démographie
Selon le recensement général de la population et de l'habitat de 2008, la population de la commune de M'Sila est évaluée à 156 647 habitants contre 123 059 habitants en 1998, dont 132 975 habitants dans l'agglomération chef-lieu et 4 780 habitants dans la localité Boukhmissa. Elle est la commune la plus peuplée de sa wilaya.
| 1977   | 1987   | 1998    | 2008    |
| ------ | ------ | ------- | ------- |
| 33 642 | 65 805 | 102 151 | 132 975 |

## Urbanisme

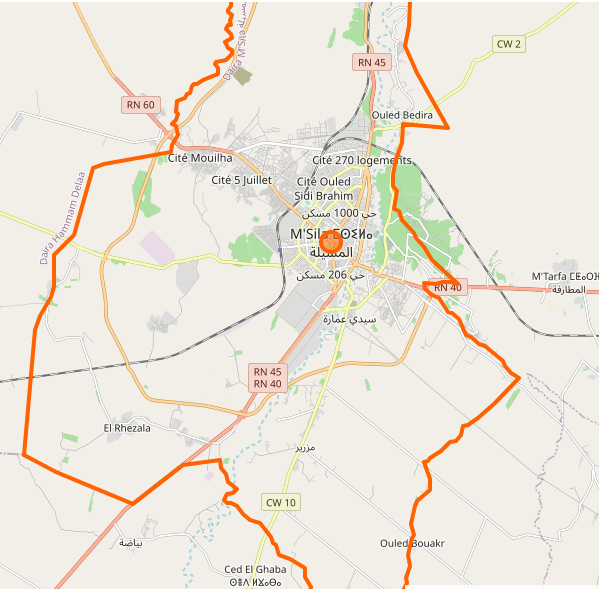
Plan de l'agglomération de M'Sila.

Avant la colonisation française, la vieille ville de M’sila, est construite sur l'oued Ksob à l’image des médinas. Elle est caractérisée par un tissu dense hiérarchisé avec un lacis de ruelles, de rues, d’impasses, de placettes fermées connues sous le nom de rahba et un habitat continu, fermé sur l’extérieur et ouvert de cours et de jardins sur l’intérieur. Sa grande mosquée était à la fois le centre religieux et politique et sa grande esplanade rahba constituait le centre économique et commercial. 
Sur la rive sud, la vieille ville comprend les quartiers de Kerbet Tellis, le plus ancien, Chattaoua, le quartier des juifs, et Kraghla, celui des Kouloughlis dit Ras el-hara, créé au XVIIIe siècle. Sur sa rive nord, les quartiers El argoub et El kouch, de création plus récente. 
Un quartier européen est créé en 1895 pour recevoir quelques colons tentés par les concessions agricoles. La ville coloniale nettement différente par sa forme et son paysage, absorbe la totalité de ses pouvoirs économiques et de gestion. Aujourd’hui, cet héritage dualiste s’efface progressivement pour ne plus constituer qu’une ville au centre bipolaire dont l’un est en évolution constante, l’autre ancien, dépassé. 
En 1965, un tremblement de terre endommage toute la vieille ville, construite en toub (pisé de terre) sur la rive gauche, les autorités décidèrent de la raser. La vieille ville est délaissée après l’indépendance notamment le quartier d’El-Argoub, la situation socio-économique et urbano-architecturale s’est vu aggravée par un double départ constitué d’une part par une bonne partie des habitants autochtones en quête de modernité dans la ville coloniale, d’autre part par le départ la quasi-totalité de la communauté juive. 
La décennie 1970 constitue pour la ville, sa promotion en chef-lieu de wilaya ; ce qui provoque un développement spectaculaire de la ville, qui s'est couverte de grands ensembles et d'équipements. Son urbanisme est moderne mais inachevé, la ville s'étend vers l'ouest. Le centre-ville reste accroché à la petite place au contact de la vieille ville-quartier colonial. Mais les équipements administratifs et culturels tendent à déplacer le centre de gravité vers l’ouest. Sur la rive gauche, au nord-est, s'étendent des jardins d'abricotiers, parsemés de cimetières.

## Économie

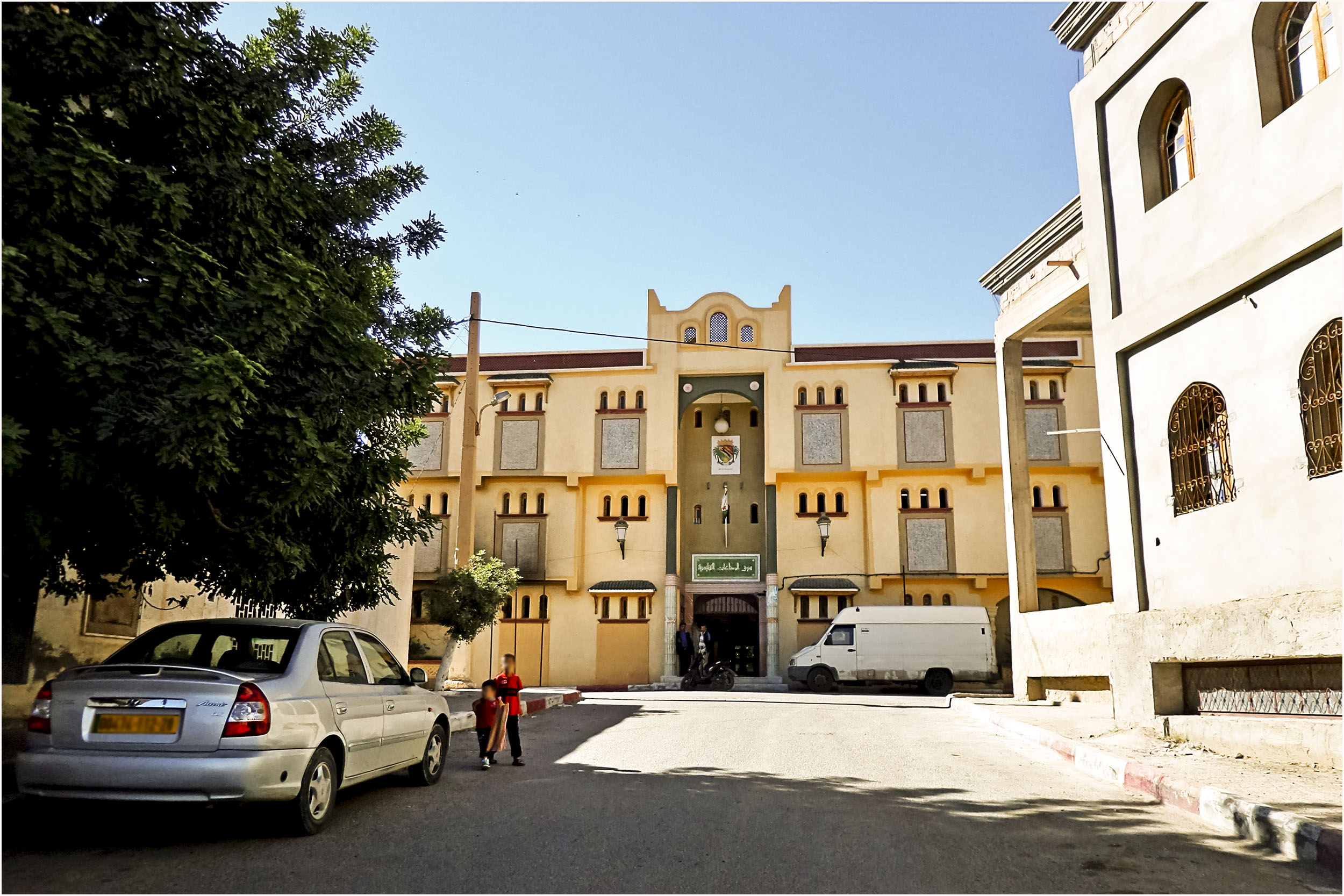
Marché de l'artisanat.

Les principales activités économiques sont la métallurgie de l'aluminium et l'artisanat. La ville dispose également une centrale électrique. Une importante zone industrielle a été créée dans les années 1970, le long de la route de Bou Saâda.

## Sport
La ville compte un club de football, le WR M'Sila créé en 1937 sous le nom "Olympique de M'Sila" et "la JSM'sila" au lendemain de l'indépendance. Actuellement[Quand ?], l'équipe évolue à la 3e division nationale (DNA).

## Université

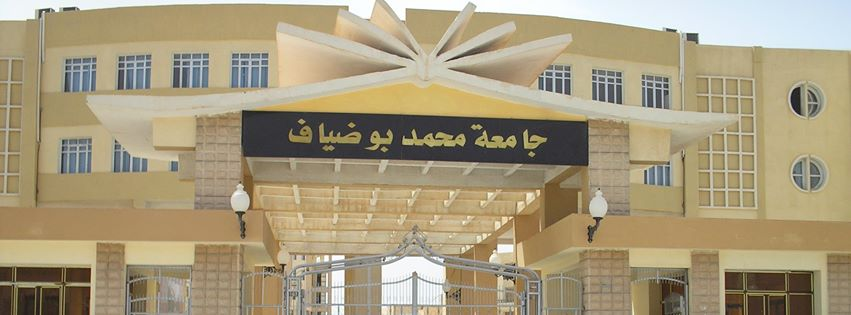
L'université de M'Sila.

La ville de M'Sila est un centre universitaire. L'université de M'Sila - Mohamed Boudiaf créée en 1985, est composée de sept facultés et de deux instituts :
- Faculté des sciences.
- Faculté des mathématiques et d’informatique.
- Faculté de technologie.
- Faculté des sciences économiques et de gestion.
- Faculté des lettres et des langues.
- Faculté de droit et des sciences politiques.
- Faculté des sciences humaines et sociales.
- Institut de G.T.U.
- Institut des STAPS.

## Patrimoine

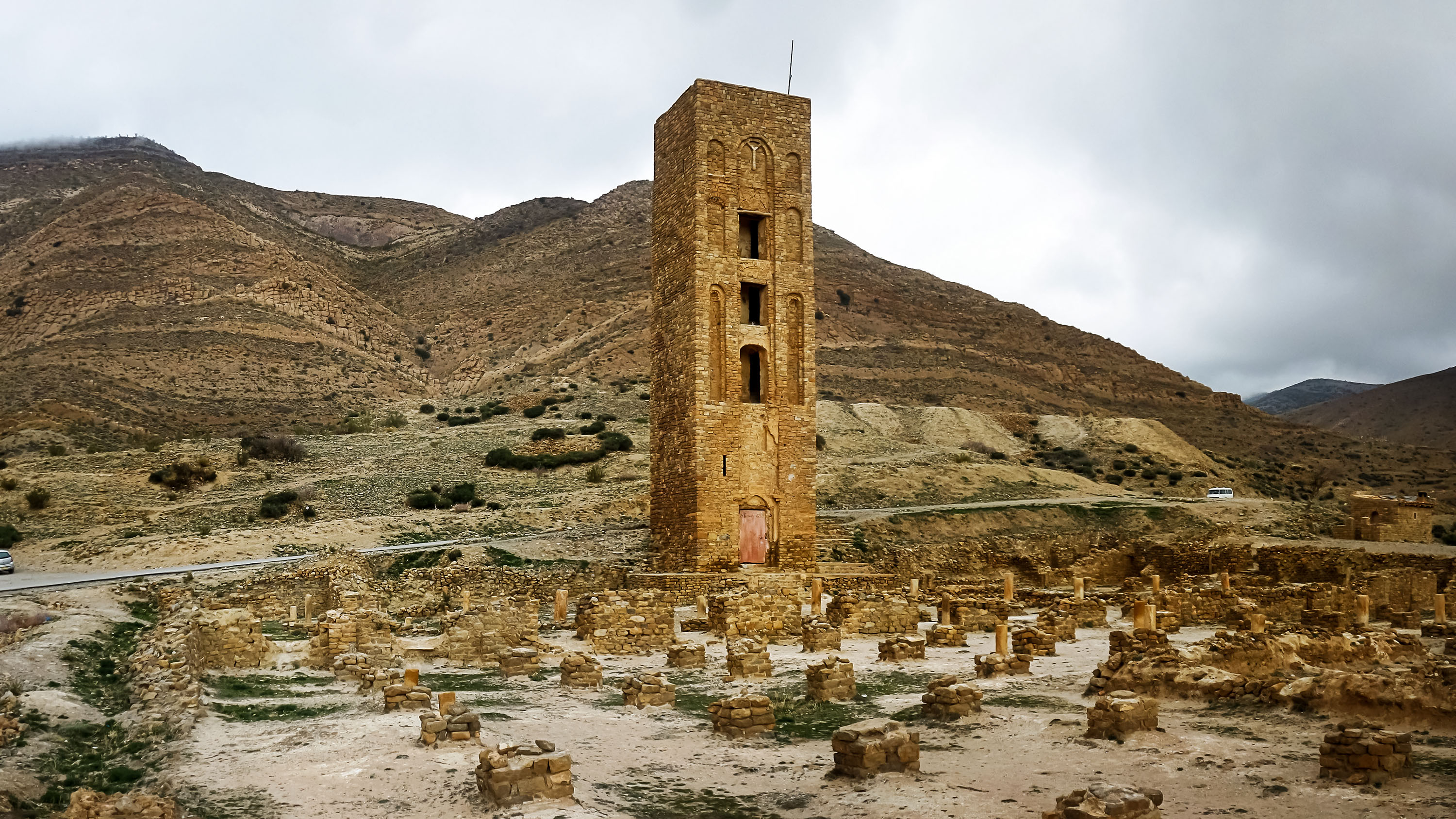
La Kalâa des Béni Hammad.

La vieille ville abrite deux mosquées historiques. Il demeure quelques ruines de la cité romaine de Zabi.
M'Sila est située à quelques kilomètres au sud de la Kalâa des Béni Hammad.

## Cuisine
Les plats traditionnels de M'Sila sont le jokh, la bekbouka, la chakhchoukha, la Slata Mahress (sviti ou zviti) et La Hesswa. Voir Cuisine berbère, Cuisine algérienne.

## Personnalités liées à la commune
- Mohamed Boudiaf, homme d'État, 1er président du Haut Comité d'État, y est né le 23 juin 1919, assassiné le 29 juin 1992 à Annaba.
- Belkacem Nabi, homme d'État, y est né le 2 mars 1929 et mort le 26 juin 2014, ancien Ministre de l'Energie et des Industries chimiques pétro-chimiques.
- Abdenour Bekka, homme d'État, y est né le 30 septembre 1935 et mort le 11 novembre 2015, ministre des Postes et Télécommunications au sein du gouvernement Abdelghani II de 1980 à 1982 et ministre de la Jeunesse et des Sports.
- Abdelmadjid Alahoum, y est né en 1934 et mort en 1996. Il a occupé plusieurs fonctions au niveau de la présidence de la République durant le règne de Houari Boumediene, avant de devenir ministre du Tourisme puis Ambassadeur
- Ahmed Toumi, combattant durant la Guerre d'Algérie né à Ouled Addi Guebala (M'sila) en 1928
- Mohammed Lakhdar-Hamina, acteur, réalisateur et scénariste, lauréat de la Palme d'or à Cannes en 1975 pour son film Chronique des années de braise, y est né le 26 février 1934.
- Benkobbi Boukhalfa, ingénieur agronome en 1948, premier maire de M'sila après l'Indépendance, président de la première association hippique du Hodna (M'sila).
- Ibn Rachik al-Azdi al-Masili, écrivain et poète sous le règne des Zirides.
- Ibn Hani al-Azdi al-Andalusi, poète à la cour des Banu Hamdun al-Judhami de Msila-Muhammadiyya
- Abu-Al-Hasan Al-Masili, originaire de M’sila, connu sous le nom d’Abu Hamid al-Saghir, s’adonnant à la science et aux bonnes œuvres
- Abderrachid Tebbi, homme politique y est né en 1960, et qui est, depuis juillet 2021, le ministre de la Justice et Garde des Sceaux algérien[21]
- Noureddine Bentoumi, skieur de fond olympique originaire de M’sila. Il a notamment representé l’Algérie aux jeux olympiques d’hiver de Turin en 2007 qui a inspiré le film Good Luck Algeria.